# (37258) 2000 XT3
2000 XT3 (asteroide 37258) é um asteroide da cintura principal. Possui uma excentricidade de 0.04783550 e uma inclinação de 14.14093º.
Este asteroide foi descoberto no dia 1 de dezembro de 2000 por LINEAR em Socorro.